# Родна кућа народног хероја Стевана Дивниног Бабе
Родна кућа народног хероја Стевана Дивниног Бабе је грађевина која је саграђена током Другог светског рата. С обзиром да представља значајну историјску грађевину, проглашен је непокретним културним добром Републике Србије. Налази се у Жабљу, под заштитом је Покрајинског завода за заштиту споменика културе Петроварадин.

## Историја
Стеван Дивнин Баба је рођен у Жабљу 1895. године. Учествовао је у Првом светском рату, а потом и у Октобарској револуцији. Године 1921. се повезао са Савезом комуниста Југославије у којој је активно радио и био њихов члан. По избијању Другог светског рата је организовао војне десетине и диверзантске групе. Године 1941. је постао командант Шајкашког партизанског одреда. Октобра исте године је рањен, заробљен и на путу до болнице је преминуо. Родна кућа Стевана Дивниног Бабе је скромних димензија, ужом страном излази на регулациону линију улице. Кућа се састоји из две просторије до улице, две у задњем делу и две мање помоћне. У њу се улази из дворишта преко отвореног гонга који се наслања на два стуба. На уличној фасади су три асиметрично постављена прозора, као и три плитка пиластра без украса. Изглед куће је делимично измењен у односу на првобитан. У централни регистар је уписана 16. фебруара 2005. под бројем СК 1869, а у регистар Покрајинског завода за заштиту споменика културе Петроварадин истог дана под бројем СК 80.